# Грайнау
Грайнау (нем. Grainau) — община в Германии, в земле Бавария. 
Подчиняется административному округу Верхняя Бавария. Входит в состав района Гармиш-Партенкирхен.  Население составляет 3535 человек (на 31 декабря 2010 года). Занимает площадь 49,38 км².

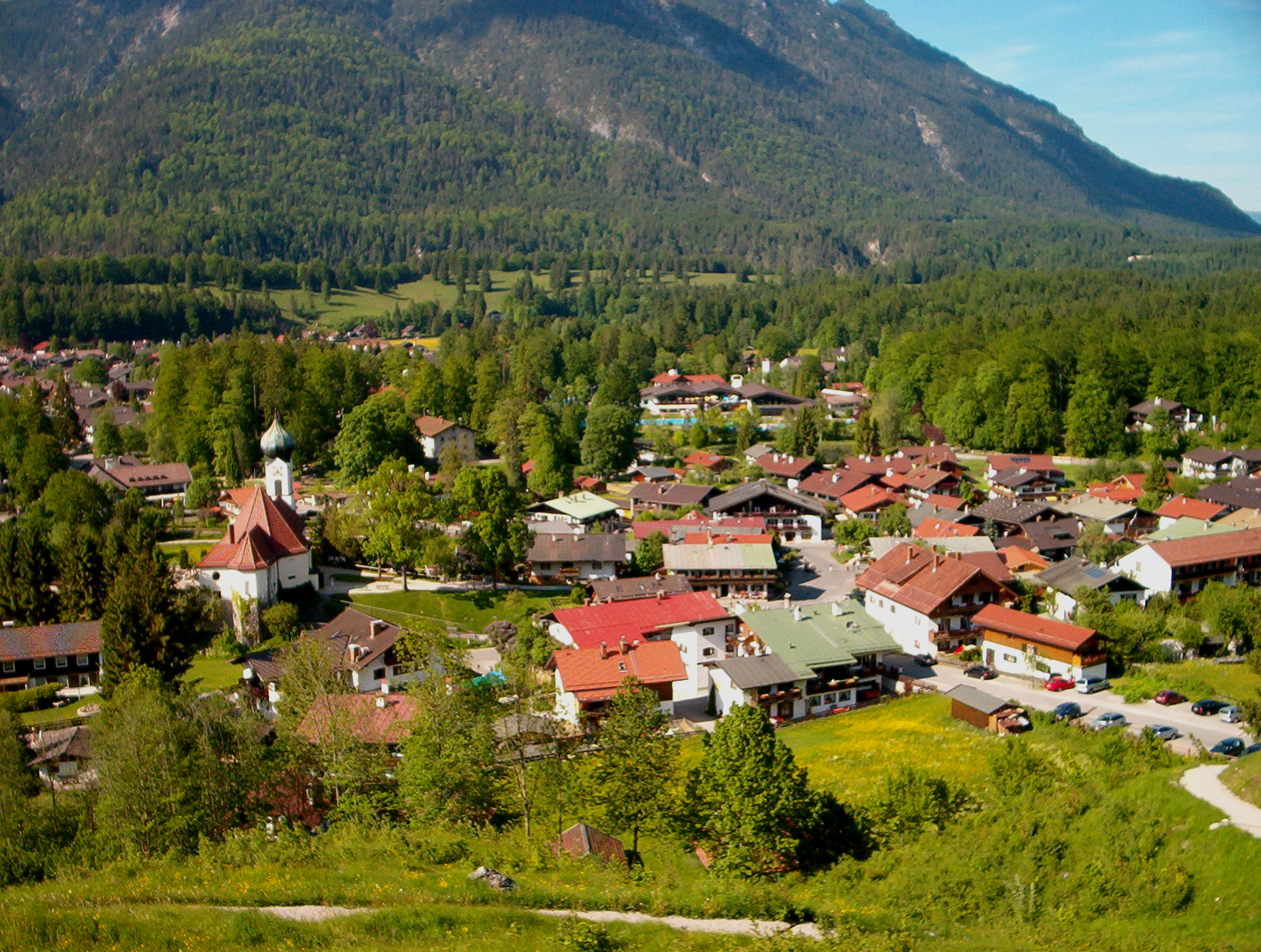
Грайнау